# WITAJ
WITAJ je projekt usilující o zachování lužické srbštiny skrze její používání v lužických školkách. Slovo 'witaj' znamená lužickosrbsky vítej.

## Historie
První skupina začala v chotěbuzské čtvrti Žylow (německy Sielow) s 12 dětmi 1. března 1998. Myšlenka dvoujazyčného vedení dětí od
mala byla už předtím vyzkoušena v Kanadě a také v případech jiných malých evropských jazyků na pokraji vymření (například projekt Diwan na záchranu bretonštiny, který byl přímou inspirací pro projekt Witaj).
V roce 2012 se v rámci úsporných opatření braniborská vláda rozhodla výrazně omezit navazující výuku na základních školách, což by projekt záchrany dolnolužické srbštiny výrazně zkomplikovalo.